# Generation der 30er Jahre
Als Generation der 30er Jahre (griechisch γενιά του ’30 – Generation von ’30) wird eine Gruppe von griechischen Schriftstellern einer gesellschaftlichen Generation bezeichnet, die im Jahrzehnt zwischen 1930 und 1940 in Griechenland literarisch in Erscheinung trat, einen Bruch mit der vorangegangenen Dichtergeneration erzwang und den Modernismus in der neugriechischen Literatur endgültig einführte. Als Hauptinitiator dieser neuen Dichtung gilt Giorgos Seferis; eine wichtige Rolle spielten ab 1935 auch die Vertreter des von französischen Vorbildern inspirierten Surrealismus. Mit dem Zweiten Weltkrieg und insbesondere der deutschen Besatzung endete die Hauptschaffensphase dieser Generation. Der Begriff der „Generation der 30er Jahre“ wird abgesehen von der Literatur auch für die Erneuerungsbewegung in der Malerei verwendet.

## Hintergrund: Die Literatur der 20er Jahre
Die Literatur der 20er Jahre in Griechenland war weitgehend geprägt von Pessimismus und einer prinzipiellen Verneinung und Ablehnung der Gesellschaft oder des gesamten Lebens. Unter dem Eindruck zahlreicher negativer historischer Ereignisse wie der Kleinasiatischen Katastrophe und der damit einhergehenden Flüchtlingsströme, hoher Arbeitslosigkeit und innenpolitischer Instabilität blühte eine Lyrik des narzisstischen und hoffnungslosen Ichs. Stellvertretend für die allgemeine depressive Geisteshaltung wurde Kostas Karyotakis von den meisten Kritikern ab den späten 1920er Jahren als Paradebeispiel eines Dichters betrachtet, dessen Lyrik nicht zukunftsweisend sei und innerhalb der neugriechischen Literatur ein „Ende“ darstelle. Im Jahr 1929 veröffentlichte Giorgos Theotokás einen bedeutenden Essay mit dem Titel Freier Geist (Ελεύθερο Πνέυμα), der zum Manifest der im Entstehen begriffenen Generation der 30er Jahre wurde. Darin analysierte er die Situation und bekräftigte den allgemeinen Wunsch nach einem Wandel in der neugriechischen Literatur. Er ging so weit, sogar Konstantinos Kavafis ähnlich wie Karyotakis als ein „Ende“ zu bezeichnen, von dem man sich lieber abwenden solle. Die literarische Jugend sehnte sich nach einem Führer, unter dessen Leitung die Literatur zu neuem Leben erwachen und der Weg in eine rosigere Zukunft beschritten werden könnte.

## Die Wende von 1930 bis 1935

### Vorläufer und erste Versuche
Zwischen 1930 und 1935 traten einige Schriftsteller – in ihrem literarischen Schaffen und hinsichtlich ihrer Vorbilder oftmals zwischen Kavafis und Karyotakis stehend oder vom Futurismus beeinflusst – mit Veröffentlichungen auf den Plan, die eine Wende in der neugriechischen Lyrik ankündigten oder zu erreichen suchten. Einer der ersten war 1930 Theodoros Doros mit einer in Paris publizierten, sehr modernen Gedichtsammlung. Auch Nikitas Randos (Pseudonym von Nikos Kalamaris) und Giorgos Sarandaris reiften außerhalb Griechenlands und trugen ihren Teil bei auf dem Weg zu einer neuen literarischen Bewegung, doch blieb ihr Einfluss gering: Ersterer schrieb antikaryotakistische Dichtung, war Revolutionär und Marxist und verließ Griechenland 1936 wieder; letzterem fehlten letzten Endes die nötigen Ausdrucksmittel, um eine echte Wende zu erreichen. Die Literatur zu erneuern versuchten auch Alexandros Baras, Nikolaos Kalas, Giorgos Vafopoulos und Nikos Kavvadias, die jedoch ebenfalls keinen Durchbruch erreichen konnten.

### Giorgos Seferis

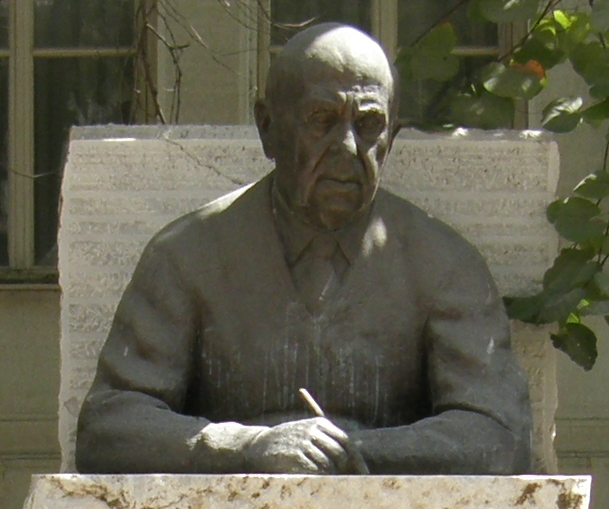
Denkmal von Giorgos Seferis

Eine weitaus wichtigere Rolle spielte jedoch – gemessen an ihrer noch heute ungebrochenen Bekanntheit – die erste Gedichtsammlung von Giorgos Seferis (1900–1971), Strofí (Στροφή, „Wende“ oder „Strophe“), die 1931 veröffentlicht wurde.
Die zunächst in einer Auflage von 200 Exemplaren erschienene Sammlung beinhaltete sowohl Gedichte, die noch zur „alten“, „reinen Dichtung“ zählten, wie etwa Erotikos Logos (Ερωτικός Λόγος), das eines der letzten, herausragenden Beispiele eines Fünfzehnsilbers darstellt, als auch Lyrik eines neuen Stils. Dieser bedeutete eine Befreiung vom Metrum, die Bevorzugung schlichter Ausdrucksformen und einer einfachen Volkssprache gegenüber komplexeren sprachlichen Variationen wie bei Karyotakis und eine oftmals unpersönliche Syntax im Gegensatz zur starken Ichbezogenheit der Dichtung der 20er Jahre. Strofí wurde wie alle avantgardistischen Werke von den Kritikern aufgrund seiner Neuerungen in Metrik und Stil zunächst abgelehnt; erst später erkannte man seinen Wert. Mit seiner zweiten Gedichtsammlung 1935 festigte Seferis seine Vorrangstellung, die er bei der Erneuerung der neugriechischen Dichtung innehatte.

### Das Jahr 1935
Das Jahr 1935 stellt in der neugriechischen Literaturgeschichte aus mehreren Gründen ein besonderes Jahr dar. Es markierte die zeitliche Mitte der Generation der 30er Jahre und leitete endgültig die Wende in der Literatur ein. Dafür waren insbesondere folgende Ereignisse verantwortlich:
- Giorgos Seferis veröffentlicht seine zweite Gedichtsammlung, Mythistórima (Μυθιστόρημα – „Roman“ oder „Mythische Geschichte“) und bekräftigt damit im freien Vers seinen Weg hin zur Moderne, den er mit Strofí begonnen hatte.
- Der „Kritiker par excellence“ der Generation der 30er Jahre[4], Andreas Karandonis, gründet die Zeitschrift Nea Grammata (Νέα Γράμματα), die eine herausragende Rolle für die Generation der 30er Jahre spielte und die meisten neuen literarischen Kräfte in ihrem Kreis vereinte. Odysseas Elytis veröffentlichte 1935 seine ersten Gedichte in Nea Grammata. Die Zeitschrift, dessen zweiter Direktor der ebenfalls bedeutende Kritiker Giorgos K. Katsimbalis war, verstand sich als Reaktion auf die als qualitativ schlecht empfundene Dichtung der 20er und frühen 30er Jahre. Sie wollte gegen den Karyotakismus vorgehen und die vielversprechenden Tendenzen in der neuen Dichtung unterstützen.
- Andreas Embirikos veröffentlicht Hochofen (Υψικάμινος) und führt damit den Surrealismus in Griechenland ein, der die Literatur in den darauffolgenden Jahren entscheidend prägte.
- Bezeichnenderweise fällt in dieses Jahr auch die letzte Gedichtsammlung von Kostis Palamas – ein Symbol für die Wende zu einer neuen Dichtung.

## Revolutionäre Neuerungen ab 1935

### Der Surrealismus
Die von Frankreich ausgehende Bewegung des Surrealismus gelangte in den 30er Jahren – später als in anderen europäischen Ländern – nach Griechenland und trat literarisch erstmals durch Embirikos’ Ypsikáminos (1935) in Erscheinung. Neben Embirikos zählen vor allem dessen Schüler Nikos Engonopoulos und im weiteren Sinne auch der frühe Odysseas Elytis zu dieser revolutionären Kunstform, die die neugriechische Literatur in eine neue Phase eintreten ließ. Zu den Hauptmerkmalen surrealistischer Dichtung gehören das „automatische Schreiben“, bei dem Bilder und Gefühle unreflektiert wiedergegeben werden und das dazu dient, verborgene, unterbewusste Kräfte freizulegen. In seiner Propagierung der Befreiung von Logik und Ratio, und der Hinwendung zu neuen, unkonventionellen, experimentellen Ausdrucksformen war der Surrealismus eine revolutionäre Bewegung. Während er in Frankreich als zweifache Revolution entstanden war, nämlich als Befreiung des Menschen auf persönlicher und auf gesellschaftlicher Ebene, umfasste der 1935 nach Griechenland gelangte Surrealismus nur noch die persönliche Dimension; die gesellschaftliche und somit der kommunistischen Ideologie entsprechende konnte in Griechenland nicht Fuß fassen. Der große geistige Wegbereiter und die Leitfigur dieser Strömung – der Befreiung des Individuums auf persönlicher Ebene also, die Erforschung des eigenen Innenlebens und der eigenen geistigen Welten – war Sigmund Freud; die Psychoanalyse war folglich ein zentrales Element im surrealistischen Denken. Giorgos Seferis hielt nicht besonders viel vom Surrealismus; er blieb einer konservativeren (und dabei nicht weniger bedeutenden und innovativen) Linie treu und bezeichnete die surrealistische Poesie als „einfach“ (εύκολη).

### Andreas Embirikos
Andreas Embirikos (1901–1975) führte mit Hochofen 1935 den Surrealismus in Griechenland ein. Seine Dichtung baute nicht einfach nur mit neuen Mitteln auf Altbekanntem auf, sondern war mit Gedichttiteln wie Die Vibrationen der Krawatte (Αι δονήσεις του λαιμοδέτου) oder Das Dasein der Engel in einer Dampfmaschine (Παρουσία αγγέλων εντός ατμομηχανής) tatsächlich etwas revolutionär Neues. Die Reaktionen reichten von Unverständnis über Spott bis zu Empörung, während nur wenige den wahren Sinn dieser avantgardistischen, in Prosaform verfassten Literatur begreifen konnten. Embirikos verwendete das „automatische Schreiben“ und bediente sich zahlreicher sprachlicher Elemente aus der Hochsprache oder aus Fachsprachen. Der Wert dieses Werks ergibt sich nach heutiger Auffassung weniger aus seinen poetischen Gehalten, sondern vielmehr in seiner literaturgeschichtlichen Bedeutung.

### Nikos Engonopoulos

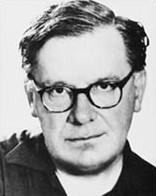
Nikos Engonopoulos

Nikos Engonopoulos (1907–1985) war der Schüler von Andreas Embirikos und vertrat eine noch extremere, provokantere Form des Surrealismus. Er pflegte eine sehr originelle, wie bei Embirikos auch von gelehrten Elementen durchsetzte Sprache und betätigte sich auch sehr erfolgreich als surrealistischer Maler. Seine ersten beiden Gedichtsammlungen waren Unterhaltungen mit dem Fahrer verboten (1938) und Die Klaviere der Stille (1939); sein vielleicht berühmtestes Werk Bolivar (Μπολιβάρ) schrieb er im Winter 1942/43.

### Odysseas Elytis
Odysseas Elytis (1911–1996) kam bereits 1929 mit dem Surrealismus in Berührung und war begeistert von den Möglichkeiten, die dieser zur Bewahrung des „reinen poetischen Moments“ bot. Allerdings trugen die ersten von ihm veröffentlichten Gedichte 1935 noch keine surrealistischen Züge; erst in den Jahren nach 1935 veröffentlichte er derartige Werke. Elytis steht mehr noch als seine Zeitgenossen für eine helle, bejahende Poesie, deren Mittelpunkt die Inselwelt der Ägäis mit ihrer Sonne, dem Meer und der einfachen Architektur. Sie wird zum normativen Bild menschenwürdigen Daseins: „Dies, die Welt die kleine die große“ benennt sie Elytis.
Elytis, dessen Hauptwerke in die Zeit nach 1940 fallen, vertrat im Gegensatz zu Embirikos und Engonopoulos eine weniger extreme Form der neuen Literatur und war dadurch für das Publikum besser zugänglich; sein Werk fand frühzeitig ein großes Echo.

## Gemeinsamkeiten der Dichtergeneration der 30er Jahre
Bestimmte Charakteristika waren für die Dichtung der 30er Jahre besonders kennzeichnend:
- Abwendung von der karyotakistischen Dichtung. Während die Dichtung Seferis’ ebenfalls noch als „pessimistisch und melancholisch“ bezeichnet werden kann[10], sich jedoch motivisch und inhaltlich von Karyotakis abgrenzt, zeichnet sich die Dichtung späterer Vertreter der Generation zunehmend durch eine Hinwendung zu „bejahenden“, optimistischen Gedanken aus.
- Das Motiv der Jugend – die angestrebte Dichtung der neuen Generation sollte neu, frisch, jung und kraftvoll sein. Dies gilt allerdings nicht für die Dichtung Seferis’, der – obwohl nicht karyotakistisch – eher eine pessimistische, melancholische Lyrik schrieb.
- Abwendung von traditionellen Dogmen der Dichtung, Hinwendung zum freien Vers und anderen unkonventionellen Ausdrucksformen.
- Abwendung von pompösen Monumentaldichtungen vom Typ eines Angelos Sikelianos, Hinwendung zu meist kurzen, schlichten, unmittelbaren Texten und einfachen Mitteln. Diese einfachen sprachlichen Mittel stehen oft im Gegensatz zur Schwierigkeit der Interpretation – die Gedichte Seferis’ oder der Surrealisten zu „verstehen“, ist oft alles andere als einfach.

## Wichtige Vertreter der Dichtergeneration der 30er Jahre
Als wichtigste Vertreter der Generation der 30er Jahre werden heute meist folgende Schriftsteller genannt:
- Giorgos Seferis,
- Odysseas Elytis,
- Andreas Embirikos (Hauptvertreter des Surrealismus),
- Nikos Engonopoulos (Hauptvertreter des Surrealismus),
- Giannis Ritsos,
- Nikiforos Vrettakos.

## Ideologische Dimensionen
Die 1930er Jahre zeichneten sich in der griechischen Literaturgeschichte auch dadurch aus, dass die Interaktion zwischen Literatur und Politik und Ideologie intensiver wurde und allgemein politisch-ideologische Überlegungen auch für die Literatur zunehmend eine Rolle spielten. Hier ist vor allem die kommunistische Bewegung zu nennen, die von der Sowjetunion ausgehend auch die Literatur in Griechenland beeinflusste. 1934 fand in Moskau der Kongress sowjetischer Schriftsteller statt, bei dem der „sozialistische Realismus“ als verpflichtende Kunstform festgeschrieben wurde und auf die starke kommunistische Bewegung Griechenlands wirkte. Es gelang den griechischen Kommunisten jedoch nicht, eine der in den 30er Jahren heranwachsenden literarischen Größen für sich zu gewinnen und die literarische Bewegung zu kontrollieren. Weder durch Giannis Ritsos, der sich nach anfänglicher Sympathie vom Kommunismus abwandte, noch durch Kostas Varnalis, mit dem ebenfalls einige Zeit hoffnungsvoll geliebäugelt wurde, vermochten es die linken Strömungen, eine eigene avantgardistische Kunst voranzutreiben. Allerdings schlug sich die Ideologie des Kraftvollen, Zukunftsgewandten, Optimistischen, die die Linke verkörperte, in der Literatur ab etwa 1935 merklich nieder – der Surrealismus war eine politisch links orientierte Strömung.

## Prosa
Nicht nur die Dichtung, sondern auch die Prosa wurde von der Generation der 30er Jahre mit neuem Leben erfüllt. Zahlreiche Prosaisten stammten aus den Randgebieten der griechischen Welt (die seit der Kleinasiatischen Katastrophe für immer verloren waren), was sich in vielen ihrer Werke in Form von Kriegs- und Flüchtlingsthematik und der notwendigen Neuorientierung niederschlug. Die Erzählung wurde zunehmend vom Roman in den Hintergrund gedrängt; die Autoren publizierten auffallend oft unter Pseudonymen. Einer der bedeutendsten Literaten jener Zeit war Stratis Myrivilis (1892–1969), der durch die Athener Ausgabe seines Romans Das Leben im Grabe (Η ζωή εν τάφω) zum ersten Prosaschriftsteller seiner Generation wurde. Weitere bedeutende Prosaisten der 30er Jahre waren Ilias Venezis, Kosmas Politis (Eroica 1938), M. Karagatsis, Thanassis Petsalis, Angelos Terzakis, Pantelis Prevelakis und der bereits erwähnte Giorgos Theotokás.

## Weitere Gattungen
Neben der Literatur spricht man auch in anderen Bereichen von einer Generation der 30er Jahre, so etwa in der Bildhauerei mit den Künstlern Kaprolos, George Zongolopoulos, Loukopoulos und Apergis.
Weiterhin auch in der Architektur, mit Vertretern wie Ioannis Despotopoulos, Dimitris Pikionis, Thukydidis Valentis, Patroklos Karantinos.